# Aeroporto di Kukës
L'aeroporto di Kukës (ICAO: LAKU, IATA: KFZ) è il secondo aeroporto internazionale dell'Albania. Situato a Shtiqën è conosciuto internazionalmente con il nome commerciale di Kukës International Airport "Zayed-Flatrat e Veriut".
L'aeroporto è stato inaugurato il 18 aprile 2021, a seguito di una totale ricostruzione, compreso un nuovo terminal, torre di controllo, ampliamento del piazzale e ampliamento della pista. È progettato per fungere da aeroporto a basso costo.

## Storia
L'aeroporto internazionale di Kukës si trova a 3,5 km a sud della città di Kukës, rispettivamente nel villaggio di Shtiqën. Durante la guerra in Kosovo, gli Emirati Arabi Uniti organizzarono un moderno campo a Kukës per aiutare i rifugiati di guerra. Inizialmente un aeroporto provvisorio per la fornitura di aiuti in arrivo a Kukës, in seguito i rappresentanti degli Emirati Arabi Uniti presentarono un progetto per lo sviluppo dell'aeroporto civile in dono all'area, che affrontò il maggior afflusso di cittadini del Kosovo. Dopo l’approvazione da parte degli enti statali, il progetto dell'aeroporto di Kukës fu ulteriormente sviluppato con studi congiunti della direzione generale dell'aviazione civile e degli investitori. Sulla base della decisione del Consiglio dei Ministri del 15 febbraio 2001, è stato approvato un memorandum d'intesa tra il governo della Repubblica d'Albania e il governo degli Emirati Arabi Uniti per la costruzione dell'aeroporto di Kukës.
La costruzione dell'aeroporto iniziò il 10 maggio 2003 e fu completata il 31 ottobre 2005. L’obiettivo era quello di impiegare più di 200 persone, aiutando così l'economia locale e aprendo maggiori opportunità turistiche per la regione. L'importo totale dell'investimento è stato di circa 20 milioni di dollari, donazione di fondi dal governo degli Emirati Arabi Uniti.  Il 7 giugno 2006, l'aeroporto di Kukës passò sotto l'amministrazione della Direzione generale dell'aviazione civile, che dopo il 2010 fu ribattezzata Autorità per l'aviazione civile.
Nel 2021, il nome è stato cambiato in Aeroporto internazionale di Kukës "Zayed-Flatrat e Veriut" (in albanese: Aeroporti Ndërkombëtar i Kukësit "Zayed-Flatrat e Veriut") dal Primo Ministro Edi Rama, in onore degli investimenti fatti da parte degli Emirati Arabi Uniti.
Il 18 aprile 2021 è atterrato il primo aereo con passeggeri all'Aeroporto Internazionale di Kukës, il volo Air Albania 9003 proveniente dall'aeroporto di Londra Stansted, a seguito di uno scalo per motivi burocratici all’aeroporto di Tirana. Il ministro delle Infrastrutture e dell'Energia, Belinda Balluku, ha sottolineato che l'aeroporto sarà pienamente operativo dal 17 giugno, e che questo ritardo è causato dalle procedure per l'approvazione dei voli internazionali.
Il 9 luglio 2021 il primo volo commerciale internazionale è atterrato all'aeroporto di Kukës, con il volo 8174 della Helvetic Airways dall'aeroporto di Zurigo.

## Caratteristiche
L'aeroporto può ospitare aeromobili di piccole e medie dimensioni. L’area di stazionamento offre posti per un massimo di tre aeromobili mentre il terminal è attrezzato per gestire fino a 500.000 passeggeri all'anno.